# Kondorgis
Kondorgis (altgriechisch Κονδοργίς) ist ein Ortsname, der in der Geographia des Claudius Ptolemaios als einer der in der südlichen Germania magna entlang der Donau liegenden Orte (πόλεις) mit 37° 15′ Länge (ptolemäische Längengrade) und 48° 30′ Breite angegeben wird. Kondorgis liegt damit nach Ptolemaios zwischen Phourgisatis und Mediolanion. Wegen des Alters der Quelle kann eine Existenz des Ortes um 150 nach Christus angenommen werden.
Bislang konnte der Ort nicht sicher lokalisiert werden. Ein interdisziplinäres Forscherteam um Andreas Kleineberg, das die Angaben von Ptolemaios neu untersuchte, lokalisierte Kondorgis anhand der transformierten antiken Koordinaten in der Gegend des heutigen Jihlava (Iglau) im Kraj Vysočina (Region Böhmisch-Mährische Höhe) in Tschechien. Die Stadt liegt an der Mündung der Jihlávka in den Fluss Jihlava, der früher Böhmen und Mähren voneinander schied.